# Аристарх Тегейський
Аристарх Тегейський (дав.-гр. Αρίσταρχος ο Τεγεάτης; середина V століття до н. е. ) — давньогрецький драматург.

## Життя та творчість
Народився у місті Тегея (Аркадія, Пелопоннес). Був сучасником Софокла й Евріпіда. Перша вистава відбулася у 454 році до н. е. на 82-х Олімпійських іграх. Загалом доробок Аристарха склав 70 драм, двічі він перемагав на театральних змаганнях. Збереглися лише драми «Ахілл» (відома у переробці римського драматурга Еннія), «Асклепій» й «Тантал». Його твори відзначалися більш стислими фразами та виступами. За деякими відомостями помер у 100-річному віці.